# 1560-1569
De jaren 1560-1569 (van de christelijke jaartelling) zijn een decennium in de 16e eeuw.

## Belangrijke gebeurtenissen

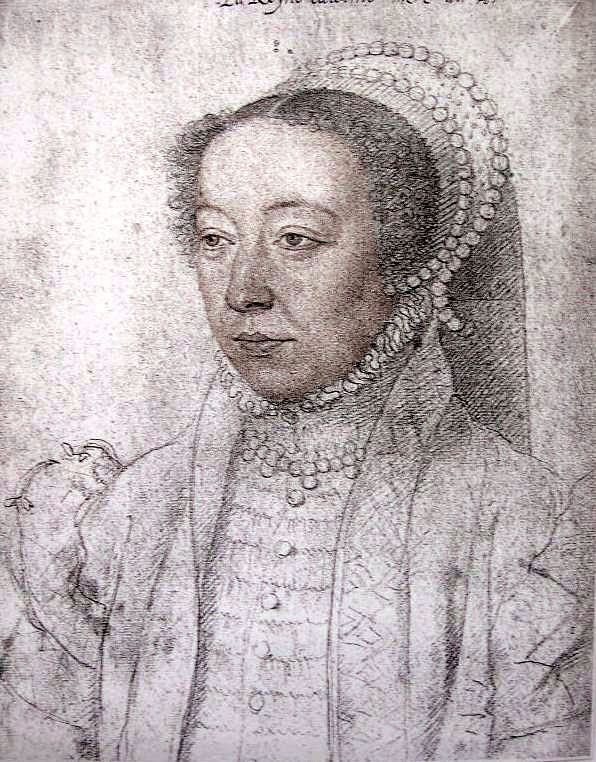
Catherina de' Medici

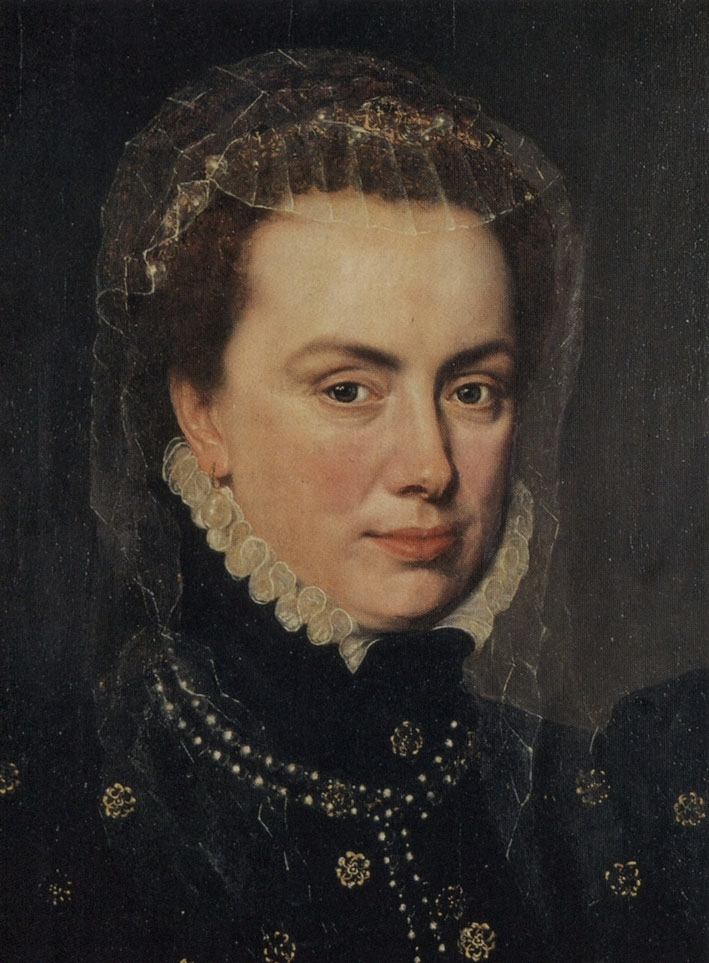
Margaretha van Parma

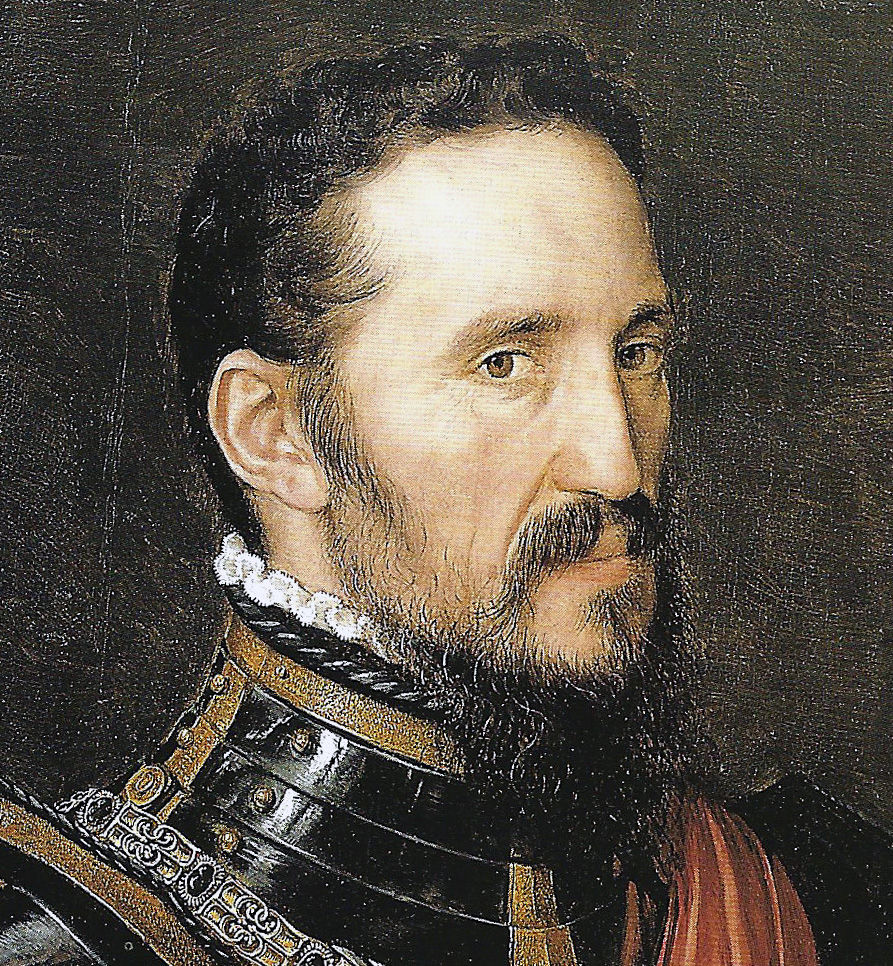
Hertog van Alva

### Europa
- 1561: Overleg van Poissy. In het belang van het land probeert de regentes Catharina een compromis te bereiken tussen de katholieken en de protestanten. Tevergeefs.
- 1562: Het Bloedbad van Wassy is het begin van de Hugenotenoorlogen.
- 1563: Edict van Amboise. Na de dood van Frans van Guise, leider van de katholieken, komt er eind aan de eerste fase van de oorlog.
- 1563: Emanuel Filibert van Savoye slaagt erin Turijn opnieuw  tot hoofdstad van het Hertogdom Savoye te maken.
- 1567: Verrassing van Meaux. Lodewijk I van Bourbon-Condé, leider van de hugenoten, probeert de koninklijke familie te schaken, dit is het begin van de tweede fase in de Hugenotenoorlogen.
- 1568: Vrede van Longjumeau. Een "kreupele" vrede.
- 1569: Tijdens de derde fase van de oorlog sneuvelt Lodewijk I van Bourbon-Condé, zijn positie wordt overgenomen door Gaspard de Coligny en Hendrik van Navarra.
- 1561: De katholiek gebleven Maria Stuart keert als jonge weduwe terug uit Frankrijk en treft haar land aan midden in de reformatie onder invloed van John Knox.
- 1565: Maria huwt haar neef Henry Stuart Darnley.
- 1567: Henry wordt vermoord en als Maria huwt met de hoofdverdachte, James Hepburn, wordt ze afgezet en gevangengezet. Haar minderjarige zoon, Jacobus VI wordt in Stirling tot koning gekroond.
- 1568: Maria weet te ontsnappen.
- 1563-1570: Zevenjarige Oorlog. Zweden heeft de intentie om de Deense suprematie te doorbreken. De Deense koning streeft naar een heropleving van de Kalmarunie onder Deens leiderschap.
- 1569: Unie van Lublin. Oprichting van het Pools-Litouwse Gemenebest.
- 1564: Keizer Ferdinand I sterft, hij wordt opgevolgd door zijn zoon keizer Maximiliaan II.
- 1566: Beleg van Szigetvár. De Ottomanen veroveren een belangrijk verdedigingsfort voor Wenen. Sultan Süleyman I sneuvelt.
- 1568: Verdrag van Adrianopel. Transsylvanië, het vorstendom Moldavië en Walachije worden vazalstaten van het Ottomaanse Rijk.
- 1569: Onder druk van paus Pius V wordt het groothertogdom Toscane gecreëerd in handen het Huis Medici.
- Iwan de Verschrikkelijke verovert in 1562 het kanaat Kazan en in 1566 het kanaat Astrachan, waardoor het grootvorstendom Moscovië het hele stroomgebied van de Wolga beheerst.

### Nederlanden
- 1561: De Doornikse predikant Guido de Brès stelt de Nederlandse Geloofsbelijdenis op.
- 1562: Journée des Mals Brûlés (de dag van de slecht-verbranden). In Valencijn bevrijdt een volksmassa enkele tot de brandstapel veroordeelde protestanten.
- 1564: Het Driemanschap ter verdediging van de vrijheden, bestaande uit graaf Egmont, prins Willem van Oranje en Graaf Horne, slaagt erin kardinaal Granvelle, bisschop van Atrecht, die de inquisitie (vervolging van de protestanten) invoert in Vlaanderen, te doen opstappen.
- 1565: Eedverbond der Edelen. De edelen komen samen om een gemeenschappelijk standpunt op te stellen. Floris van Montmorency wordt naar Spanje gestuurd om met de koning te bemiddelen. Floris wordt gevangengenomen.
- 1566: Smeekschrift der Edelen. Dit standpunt wordt door 200 edelen aangeboden aan landvoogdes Margaretha van Parma. Bij die gelegenheid zou raadsman Karel van Berlaymont tegen Margaretha de beroemde woorden N'ayez pas peur Madame, ce ne sont que des gueux ("Wees niet bang mevrouw, het zijn slechts bedelaars") gezegd hebben, waarna de edelen dit overnamen als erenaam, Geuzen.
- 1566: Hagenpreken. Opstandelingen komen buiten de stadsmuren samen en zingen onder andere psalmen van Petrus Datheen.
- 1566: Beeldenstorm. De opstand breekt los, drie maand lang worden de interieurs van veel kerken en kloosters daarbij vernield.
- 1567: Filips II van Spanje stuurt de hertog van Alva met 16.000 soldaten, om het oproer de kop in te drukken. Begin van een schrikbewind. Margaretha van Parma neemt ontslag en vertrekt naar Italië. Alva stelt onmiddellijk een rechtbank in, de Raad van Beroerte of Bloedraad. Willem van Oranje vlucht naar het Slot Dillenburg (Duitsland).
- 1568: Onthoofding van Egmont en Horne.
- 1568: Slag bij Heiligerlee. Begin van de Nederlandse Opstand, begin van de Tachtigjarige Oorlog.

### Amerika
- Vanaf 1560 bevechten Engelse en Spaanse kapers elkaar in West-Indië en op de Atlantische Oceaan. De Engelse slavenhandel onder John Hawkins wordt door de Spaanse regering gezien als een dekmantel voor smokkel. Hawkins en Francis Drake doorbreken het Spaanse handelsmonopolie in Amerika met hun intensieve kaapvaart. Drake bezet in 1568 zelfs verschillende Spaanse kolonies langs de kust van Florida.
- 1560 - Jean Nicot stuurt het in Amerika ontdekte geneeskrachtige wondermiddel tabak naar de koningin Catharina de' Medici om haar van haar hoofdpijn af te helpen.

### Azië
- Het Fort van Agra in de Indiase stad Agra wordt gebouwd in opdracht van de Mogolse keizer Akbar de Grote van 1565 tot 1571 om zichzelf en de nieuwe hoofdstad Agra te beschermen.

## Wetenschap
- De Academia Secretorum Naturae is vermoedelijk het eerste wetenschappelijk genootschap, en is in 1560 in Napels opgericht door Giambattista della Porta, die bekendstaat als een veelzijdig wetenschapper.

## Economie
- Het Oostershuis wordt opgetrokken tussen 1564 en 1568. Het gaat fungeren als zetel van de Duitse Hanze in Antwerpen.

### Kunst en cultuur
- De Brabander Pieter Bruegel de Oude schildert in zijn late jaren naast boerenlevens ook taferelen geïnspireerd op de klassieke oudheid en Bijbelse taferelen. Zijn werk wordt ingedeeld bij de Noordelijke renaissance.
- Tintoretto en Titiaan zijn andere toonaangevende kunstenaars van deze tijd.

### Godsdienst
De Tweede Helvetische Geloofsbelijdenis (Latijn: Confessio Helvetica posterior) wordt in 
1562 door de Zwitserse theoloog en reformator 
Heinrich Bullinger geschreven en in 1564
herzien. Het komt ter kennis van Frederik III van de Palts, die het in het Duits laat vertalen en publiceren. Begin 
1566 wordt een poging gedaan om alle kerken van Zwitserland de Tweede Helvetische Belijdenis te laten ondertekenen als een gemeenschappelijke geloofsverklaring. De Bazelse geestelijkheid weigert echter de belijdenis te ondertekenen en verklare dat hoewel zij er geen fout in vinden, zij het liever bij hun eigen Bazelse belijdenis van 1534 willen houden. De Zwitserse belijdenis wordt wel overgenomen in Schotland (1566) en Hongarije (1567).
<< · 1560 · 1561 · 1562 · 1563 · 1564 · 1565 · 1566 · 1567 · 1568 · 1569 · >>
<< · 1500-1509 · 1510-1519 · 1520-1529 · 1530-1539 · 1540-1549 · 1550-1559 · 1560-1569 · 1570-1579 · 1580-1589 · 1590-1599 · >>